# فريدريك بيرغ
فريدريك بيرغ مواليد 22 أبريل 1975 في كارلسكوغا، السويد، هو لاعب كرة مضرب سويدي سابق بدأ مسيرته كمحترف سنة 1996 وكان يلعب باليد اليمنى. أعلى تصنيف له في الفردي كان المركز الـ 297 في سنة 1997. أعلى تصنيف له في الزوجي كان المركز الـ 71 في سنة 1998.

## النهائيات

### الزوجي: 2 (0–2)
| الحصيلة | الرقم | السنة | الدورة         | الأرضية | الشريك            | المنافس في النهائي        | النتيجة في النهائي |
| ------- | ----- | ----- | -------------- | ------- | ----------------- | ------------------------- | ------------------ |
| الوصافة | 1.    | 1998  | سبليت، كرواتيا | سجاد    | باتريك فريدريكسون | مارتن دام جيري نوفاك      | 6-7, 2-6           |
| الوصافة | 2.    | 1998  | براغ، التشيك   | ترابية  | نيكلاس كولتي      | واين آرثرز أندرو كراتزمان | 1-6, 1-6           |

## روابط خارجية
- فريدريك بيرغ على موقع رابطة محترفي التنس (الإنجليزية)
- فريدريك بيرغ على موقع الاتحاد الدولي لكرة المضرب (الإنجليزية)
- فريدريك بيرغ على موقع خلاصة التنس.كوم (الإنجليزية)